# Король Лев (фільм, 2019)
«Коро́ль Лев» (англ. The Lion King) — американський CGI фільм 2019 року режисера Джона Фавро і сценариста Джеффа Натансона. Головні ролі озвучували Дональд Гловер, Бейонсе Ноулз-Картер, Джеймс Ерл Джонс, Біллі Айкнер, Сет Роген і Джон Олівер. Ремейк однойменного мальованого мультфільму 1994 року. Картина вийшла на екрани 19 липня 2019 року.

## Сюжет
Дія фільму розгортається в африканській савані і оповідає про молодого лева на ім'я Сімба, який втратив свого батька Муфасу через свого злісного дядька Шрама і був вигнаний з прайду в далекі краї пустелі. Роки по тому він повертається, щоб повернути собі трон.

## У ролях
- Дональд Гловер — Сімба
  - Дж. Д. Маккрері — молодий Сімба
- Бейонсе — Нала
  - Шахаді Райт Джозеф — молода Нала
- Джеймс Ерл Джонс — Муфаса
- Чиветел Еджіофор — Шрам
- Елфрі Вудард — Сарабі
- Джон Олівер — Зазу
- Джон Кані — Рафікі
- Сет Роген — Пумба
- Біллі Айкнер — Тімон
- Ерік Андре — Азізі
- Флоренс Касумба — Шензі
- Кіген-Майкл Кі — Камарі

## Український дубляж
- Іван Розін — Сімба
- Дем'ян Шиян — Юний Сімба
- Павло Скороходько — Тімон
- Назар Задніпровський — Пумба
- Олександр Ігнатуша — Муфаса
- Михайло Кришталь — Шрам
- Нейба Траоре — Нала
- Анастасія Багінська — Юна Нала
- Лариса Руснак — Сарабі
- В'ячеслав Довженко — Зазу
- В'ячеслав Глушенко — Рафікі
- Анастасія Чумаченко — Шензі
- Олексій Сафін — Азізі
- Михайло Тишин — Камарі

А також: Марина Клодніцька, Вікторія Хмельницька, Павло Лі, Кім Бойко, Дмитро Рассказов-Тварковський, Роман Солошенко, Тетяна Піроженко, Ольга Лукачова, Валентина Скорнякова, В'ячеслав Рубель, Володимир Трач, Сергій Юрченко, Валентин Музиченко, Роман Болдузєв, Євген Анишко та інші.

### Інформація про український дубляж
Фільм дубльовано студією «Le Doyen» за сприянням студії «Shepperton International» на замовлення компанії «Disney Character Voices International» у 2019 році.
- Перекладач тексту та пісень — Роман Дяченко
- Режисер дубляжу — Анна Пащенко
- Музичні керівники — Іван Давиденко, Тетяна Піроженко
- Творчий консультант — Magdalena Dziemidowicz